# نادي الدفاع الجوي
نادي الدفاع الجوي الرياضي هو فريق كرة قدم عراقي مقره في بغداد، يلعب في الدوري العراقي الدرجة الثالثة.

## التاريخ
لعب فريق الدفاع الجاوي في الدوري العراقي الممتاز لأول مرة في موسم 1999-2000، واستمر لمدة 6 مواسم في الدوري الممتاز حتى موسم 2004-2005، هبط إلى دوري الدرجة الأولى. لعب الفريق مواسمه الأربعة الأولى باسم الدفاع الجوي، وفي الموسمين الأخيرين تم تغيير اسم النادي، حيث لعب تحت اسم نادي الاستقلال.
بعد خروجه من الدوري الممتاز عام 2005، توقفت أنشطته الرياضية واستمرت الأوضاع حتى عام 2021، حيث أعيد تأسيسه في 2021 باسمه الأول "الدفاع الجوي"، الذي يلعب حاليًا في الدرجة الثالثة.

## الإنجازات
بطولة القدس الدولية
- الفائز (1): 1999

## التاريخ الإداري
- حكيم شاكر (1997–1999)
- صالح راضي (1999–2002)
- سلام هاشم (2002–2003)
- هيثم كاظم (2022–حتى الآن)

## لاعبين مشهورين
- يونس عبد علي
- علي مطشر
- وسام زكي
- سامال سعيد
- سامر سعيد
- فراس ضياء حسين

## روابط خارجية
- نادي الدفاع الجاوي على Goalzz.com
- أندية العراق - تواريخ التأسيس